# Rafael Riqueni
Rafael Riqueni del Canto (Séville, 16 août 1962), est un guitariste et compositeur espagnol. Il est considéré comme l'un des plus grands maestros de l'histoire de la guitare flamenca. À quatorze ans, il remporte les deux principaux prix nationaux de guitare.